# Borșa
Borșa (ungarisch Borsa, deutsch Borscha) ist eine Stadt im Kreis Maramureș im Norden Rumäniens.

## Geographische Lage
Borșa liegt im Tal des Vișeu-Flusses am Fuße des Rodna-Gebirges an der Nationalstraße 18 etwa 150 Kilometer östlich von der Kreishauptstadt Baia Mare entfernt.

## Geschichte
Der Ort wurde 1335 erstmals urkundlich erwähnt. Bekannt ist eine im Jahr 1718 erbaute Holzkirche. Die Einwohner leben hauptsächlich vom Bergbau, der Holzverarbeitung und der Viehzucht. Eine weitere Erwerbsquelle ist der Wintersport.
Im März 2000 traten, fünf Wochen nach dem Baia-Mare-Dammbruch, aus einem Klärbecken des Goldbergwerks Borșa 22.000 Tonnen schwermetallbelastete Bergbau-Reste in den angrenzenden Bach Vaser. Von dort gelangte das Gift in den Fluss Vișeu.

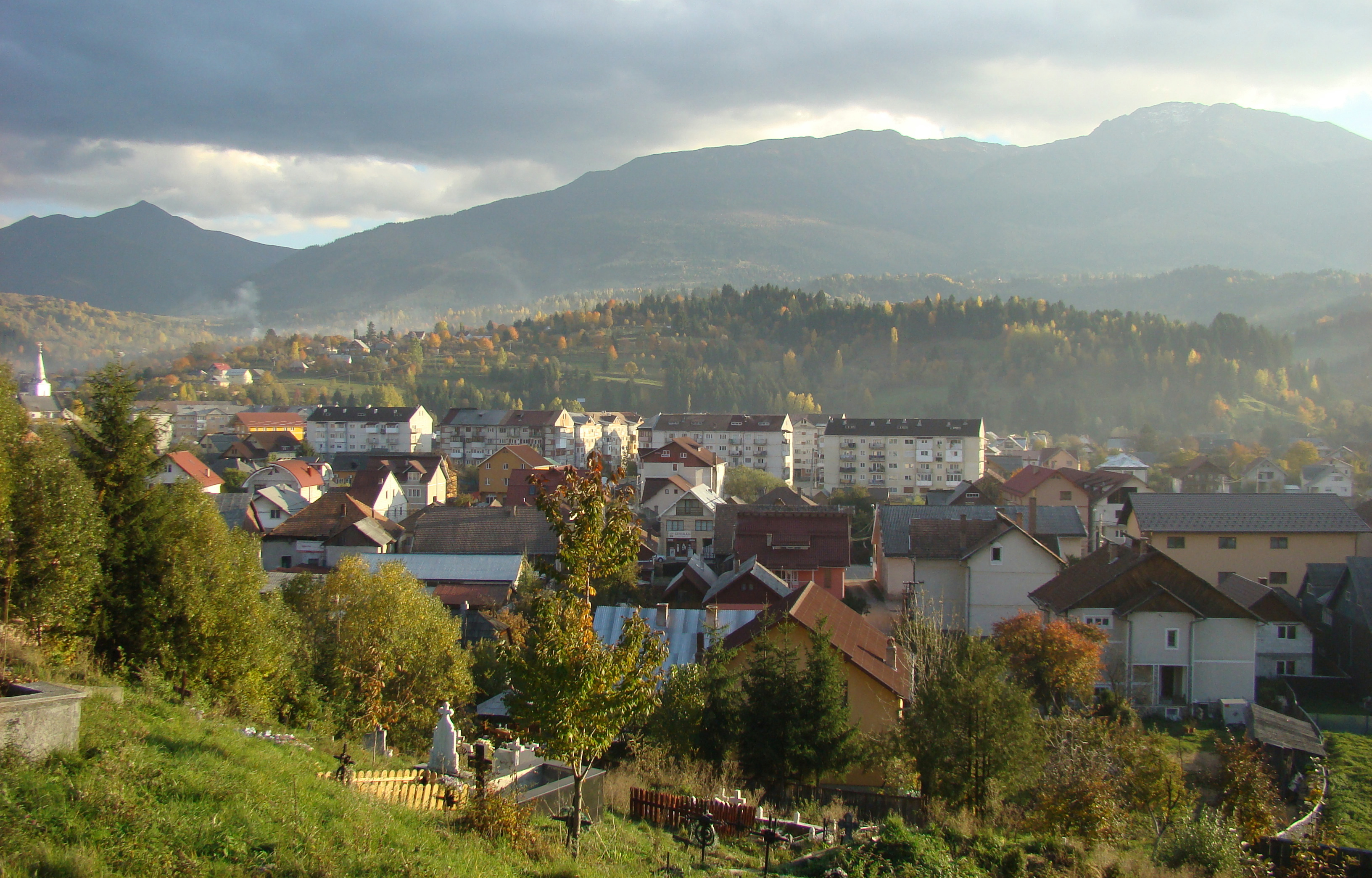
Borșa am Fuße des Rodna-Gebirges
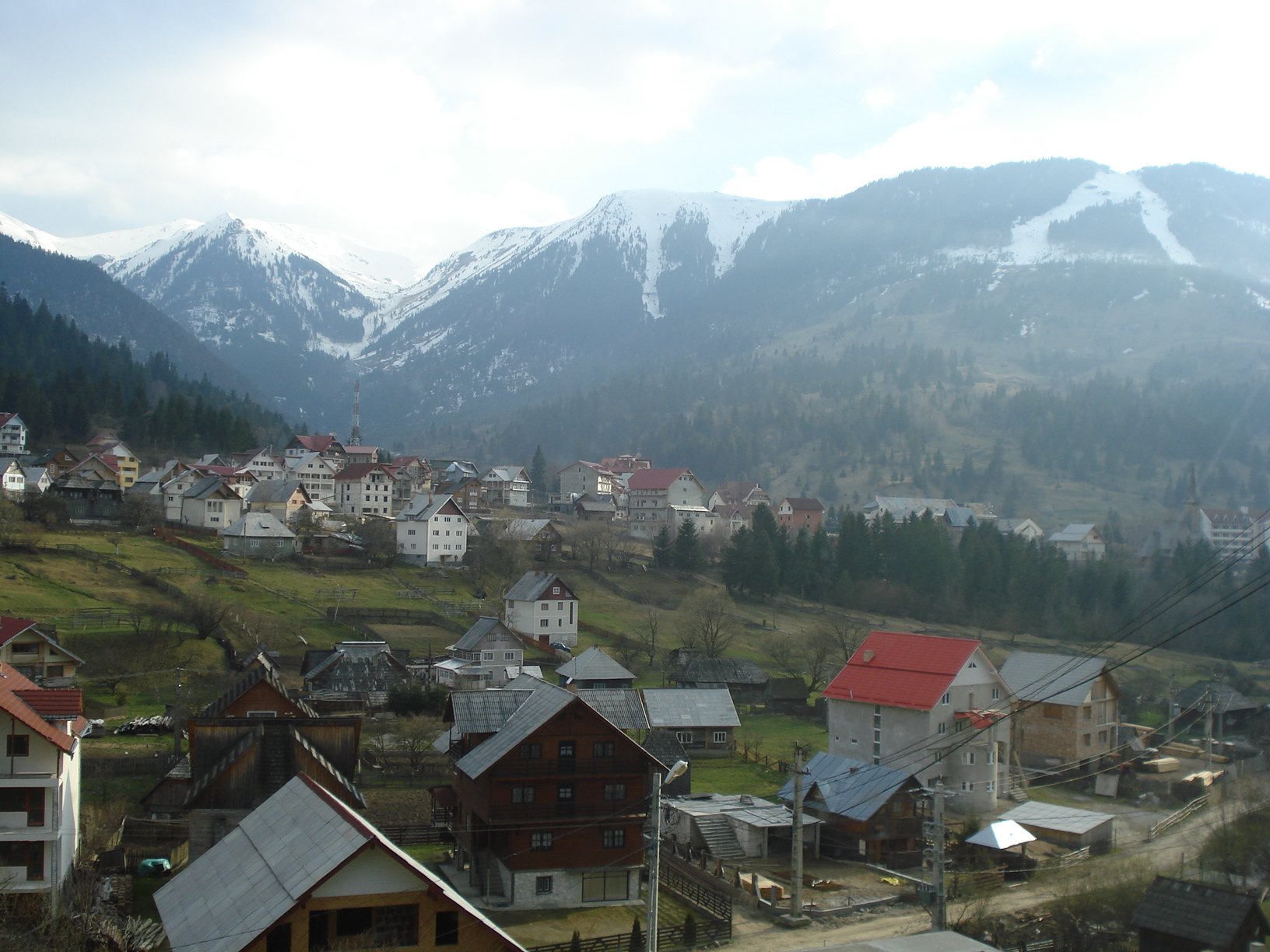
Blick auf Borșa
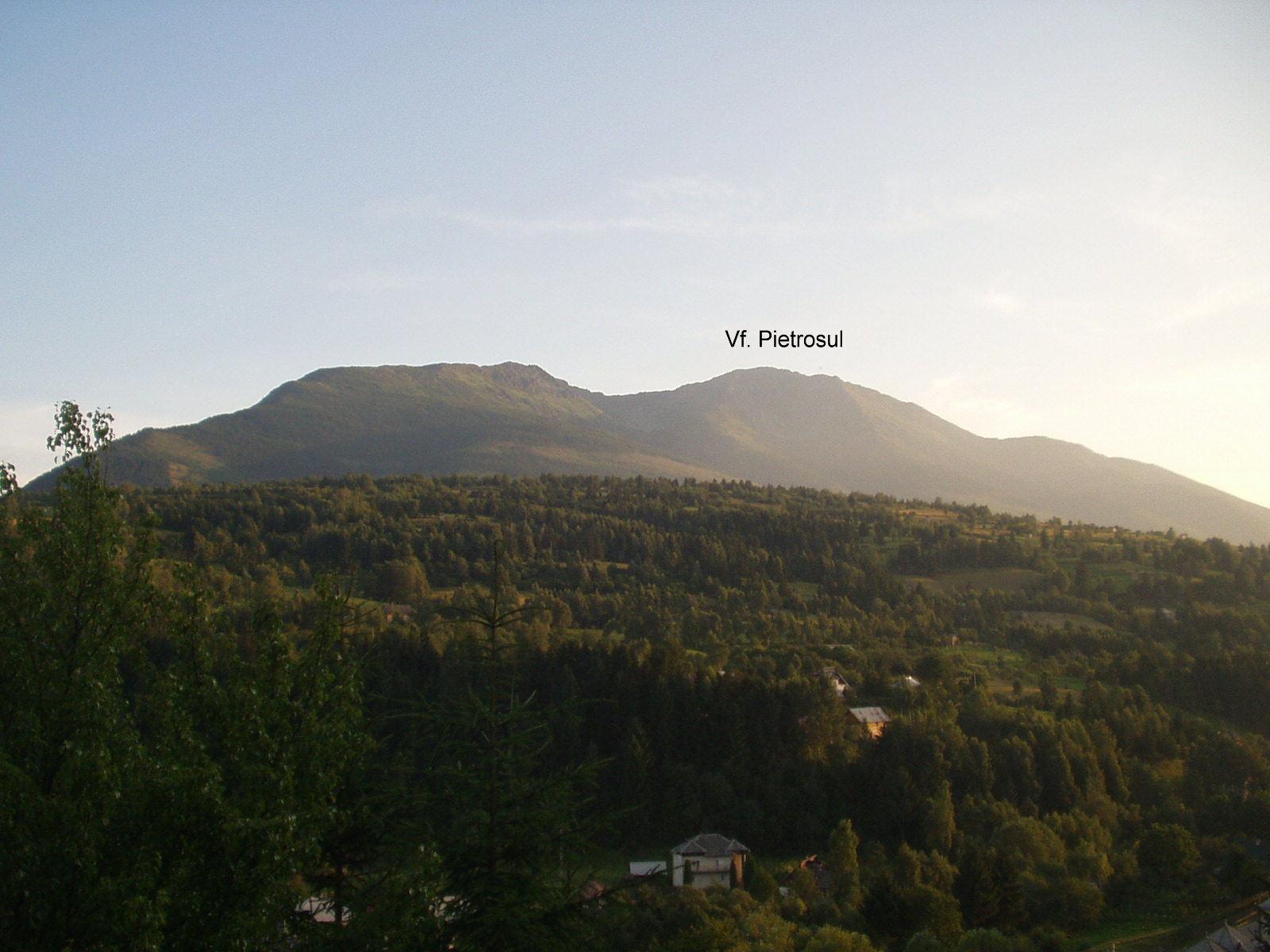
Blick von Borșa auf den 2303 Meter hohen Pietrosu-Gipfel